# Plagiodera aenea
Plagiodera aenea es una especie de insecto coleóptero de la familia Chrysomelidae, descrita en 1758 por Carolus Linnaeus.